# Ozon (Ardèche)
Ozon ist ein Ort und eine südfranzösische Gemeinde mit 386 Einwohnern (Stand 1. Januar 2022) im Département Ardèche.

## Lage
Ozon liegt im Rhône-Tal etwa 75 Kilometer (Fahrtstrecke) südlich von Lyon bzw. circa 35 Kilometer nördlich von Valence in einer Höhe von ca. 200 m ü. d. M. Das Klima ist gemäßigt; Regen fällt verteilt über das ganze Jahr. An der südlichen Gemeindegrenze verläuft das gleichnamige Flüsschen Ozon.

## Bevölkerungsentwicklung
| Jahr                       | 1800 | 1851 | 1901 | 1954 | 1999 | 2014 |
| Einwohner                  | 347  | 477  | 403  | 283  | 314  | 398  |
| Quellen: Cassini und INSEE |      |      |      |      |      |      |

Der kontinuierliche Rückgang der Einwohnerzahlen seit der Mitte des 19. Jahrhunderts ist im Wesentlichen auf die Mechanisierung der Landwirtschaft und den damit einhergehenden Verlust an Arbeitsplätzen zurückzuführen. Wegen der Nähe zur Stadt Valence ist die Bevölkerung seit den 1980er Jahren wieder leicht angewachsen.

## Wirtschaft
Traditionell lebte die Bevölkerung vom Feldbau, zu der auch der Weinbau gehörte, und ein wenig Viehzucht. Heute arbeiten viele in den kleineren Betrieben am Ufer der Rhône; andere fahren zur Arbeit nach Valence. Der auf dem Gemeindegebiet produzierte Wein wird unter den Appellationen Ardèche, Comtés Rhodaniens, Côtes du Rhône etc. vermarktet. Auch der Tourismus in Form der Vermietung von Ferienhäusern (gîtes) spielt eine bedeutende Rolle im Wirtschaftsleben des Ortes.

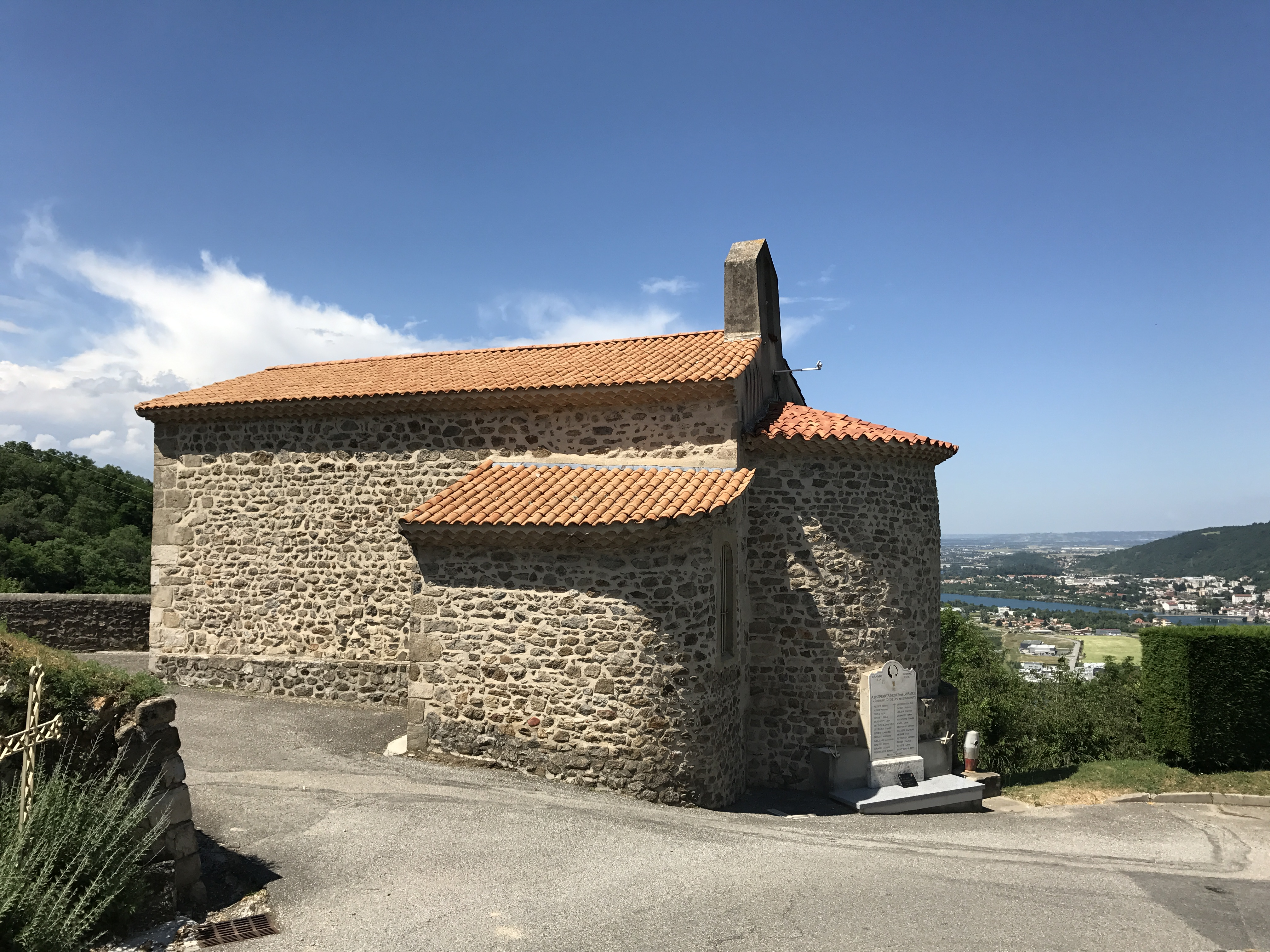
Kapelle St-Joseph

## Geschichte
In der Antike gehörte der Ort zum Siedlungsgebiet der Helvier. 
Die ca. 300 m hoch gelegene Kapelle St-Joseph ist das älteste Zeugnis der mittelalterlichen Geschichte des einstmals viel höher gelegenen Ortes.

## Sehenswürdigkeiten
- Die vielleicht schon im 11. Jahrhundert erbaute schmucklose Kapelle ist aus unbearbeiteten Bruchsteinen erbaut; sie verfügt über einen kleinen – wahrscheinlich später aufgesetzten und deshalb verputzten – Glockengiebel zwischen Kirchenschiff und Apsis.
- Von hier bietet sich ein schöner Blick über den Ort und das Rhônetal.